# Deutsche U20-Eishockeynationalmannschaft
Die deutsche U20-Junioren-Eishockeynationalmannschaft ist eine vom Bundestrainer der Junioren getroffene Auswahl deutscher Spitzenspieler, die jünger als 20 Jahre sind. Sie repräsentiert den Deutschen Eishockey-Bund (DEB) auf internationaler Ebene bei Junioren-Weltmeisterschaften der IIHF. Derzeitiger Trainer ist Tobias Abstreiter.
Von 2009 bis 2013 nahm die U20-Auswahl am DEB-Pokal teil. Dabei erreichte sie 2009 und 2010 das Halbfinale.

## Trainer
- 1999 Ernst Höfner
- 2000 Ernst Höfner, Uli Egen
- 2001 Ernst Höfner, Bernhard Englbrecht
- 2002 Ernst Höfner, Bernhard Englbrecht
- 2003 Ernst Höfner, Rupert Meister
- 2004 Ernst Höfner, Klaus Merk
- 2005 Ernst Höfner, Klaus Merk
- 2006 Ernst Höfner, Uwe Krupp, Klaus Merk
- 2007 Ernst Höfner, Uwe Krupp, Klaus Merk
- 2008 Ernst Höfner, Klaus Merk, Uwe Krupp
- 2009 Ernst Höfner, Uwe Krupp[1]
- 2010 Ernst Höfner, Uwe Krupp
- 2011 Ernst Höfner, Uwe Krupp
- 2012 Ernst Höfner, Axel Kammerer
- 2016 Christian Künast, Steffen Ziesche
- 2019 Tobias Abstreiter[2]

## Platzierungen bei internationalen Turnieren
| Jahr | Turnier    | Ort                                          | Platzierung                |
| ---- | ---------- | -------------------------------------------- | -------------------------- |
| 1977 | WM         | Banská Bystrica und Zvolen, Tschechoslowakei | Platz 6                    |
| 1978 | WM         | Kanada                                       | Platz 7                    |
| 1979 | WM         | Karlstad und Karlskoga, Schweden             | Platz 7                    |
| 1980 | WM         | Helsinki, Finnland                           | Platz 6                    |
| 1981 | WM         | Allgäu, Deutschland                          | Platz 5                    |
| 1982 | WM         | Vereinigte Staaten und Kanada                | Platz 7                    |
| 1983 | WM         | Leningrad, Sowjetunion                       | Platz 7                    |
| 1984 | WM         | Norrköping und Nyköping, Schweden            | Platz 7                    |
| 1985 | WM         | Vantaa, Helsinki und Turku, Finnland         | Platz 7                    |
| 1986 | WM         | Hamilton, Toronto u. a., Kanada              | Platz 8, Abstieg           |
| 1987 | B-WM       | Rouen, Frankreich                            | Platz 1, Aufstieg          |
| 1988 | WM         | Moskau, Sowjetunion                          | Platz 7                    |
| 1989 | WM         | Anchorage, USA                               | Platz 8, Abstieg           |
| 1990 | B-WM       | Bad Tölz und Geretsried                      | Platz 2                    |
| 1991 | B-WM       | Tychy und Oświęcim, Polen                    | Platz 1, Aufstieg          |
| 1992 | WM         | Füssen und Kaufbeuren                        | Platz 7                    |
| 1993 | WM         | Falun und Gävle, Schweden                    | Platz 7                    |
| 1994 | WM         | Frýdek-Místek, Tschechien                    | Platz 7                    |
| 1995 | WM         | Red Deer, Kanada                             | Platz 7                    |
| 1996 | WM         | Boston, USA                                  | Platz 8                    |
| 1997 | WM         | Genf und Morges, Schweiz                     | Platz 9                    |
| 1998 | WM         | Helsinki und Hämeenlinna, Finnland           | Platz 10, Abstieg          |
| 1999 | B-WM       | Székesfehérvár und Dunaújváros, Ungarn       | Platz 4                    |
| 2000 | B-WM       | Minsk, Belarus                               | Platz 2                    |
| 2001 | WM Div. I  | Füssen und Landsberg, Deutschland            | Platz 2                    |
| 2002 | WM Div. I  | Zeltweg und Kapfenberg, Österreich           | Platz 1, Aufstieg          |
| 2003 | WM         | Halifax und Sydney, Kanada                   | Platz 9, Abstieg           |
| 2004 | WM Div. I  | Berlin, Deutschland                          | Platz 1 Gruppe A, Aufstieg |
| 2005 | WM         | Grand Forks, USA                             | Platz 9, Abstieg           |
| 2006 | WM Div. I  | Bled, Slowenien                              | Platz 1 Gruppe A, Aufstieg |
| 2007 | WM         | Leksand und Mora, Schweden                   | Platz 9, Abstieg           |
| 2008 | WM Div. I  | Bad Tölz, Deutschland                        | Platz 1 Gruppe A, Aufstieg |
| 2009 | WM         | Ottawa, Kanada                               | Platz 9, Abstieg           |
| 2010 | WM Div. I  | Megève und Saint-Gervais, Frankreich         | Platz 1 Gruppe A, Aufstieg |
| 2011 | WM         | Buffalo, USA                                 | Platz 10, Abstieg          |
| 2012 | WM Div. IA | Garmisch-Partenkirchen, Deutschland          | Platz 1, Aufstieg          |
| 2013 | WM         | Ufa, Russland                                | Platz 9                    |
| 2014 | WM         | Malmö, Schweden                              | Platz 9                    |
| 2015 | WM         | Toronto und Montreal, Kanada                 | Platz 10, Abstieg          |
| 2016 | WM Div. IA | Wien, Österreich                             | Platz 5                    |
| 2017 | WM Div. IA | Bremerhaven, Deutschland                     | Platz 2                    |
| 2018 | WM Div. IA | Méribel und Courchevel, Frankreich           | Platz 3                    |
| 2019 | WM Div. IA | Füssen, Deutschland                          | Platz 1, Aufstieg          |
| 2020 | WM         | Ostrava und Třinec, Tschechien               | Platz 9                    |
| 2021 | WM         | Edmonton, Kanada                             | Platz 6                    |
| 2022 | WM         | Edmonton, Kanada                             | Platz 6                    |
| 2023 | WM         | Halifax und Moncton, Kanada                  | Platz 8                    |
| 2024 | WM         | Göteborg, Schweden                           | Platz 9                    |
| 2025 | WM         | Ottawa, Kanada                               | Platz 9                    |